# Europa (Tochter des Agenor)

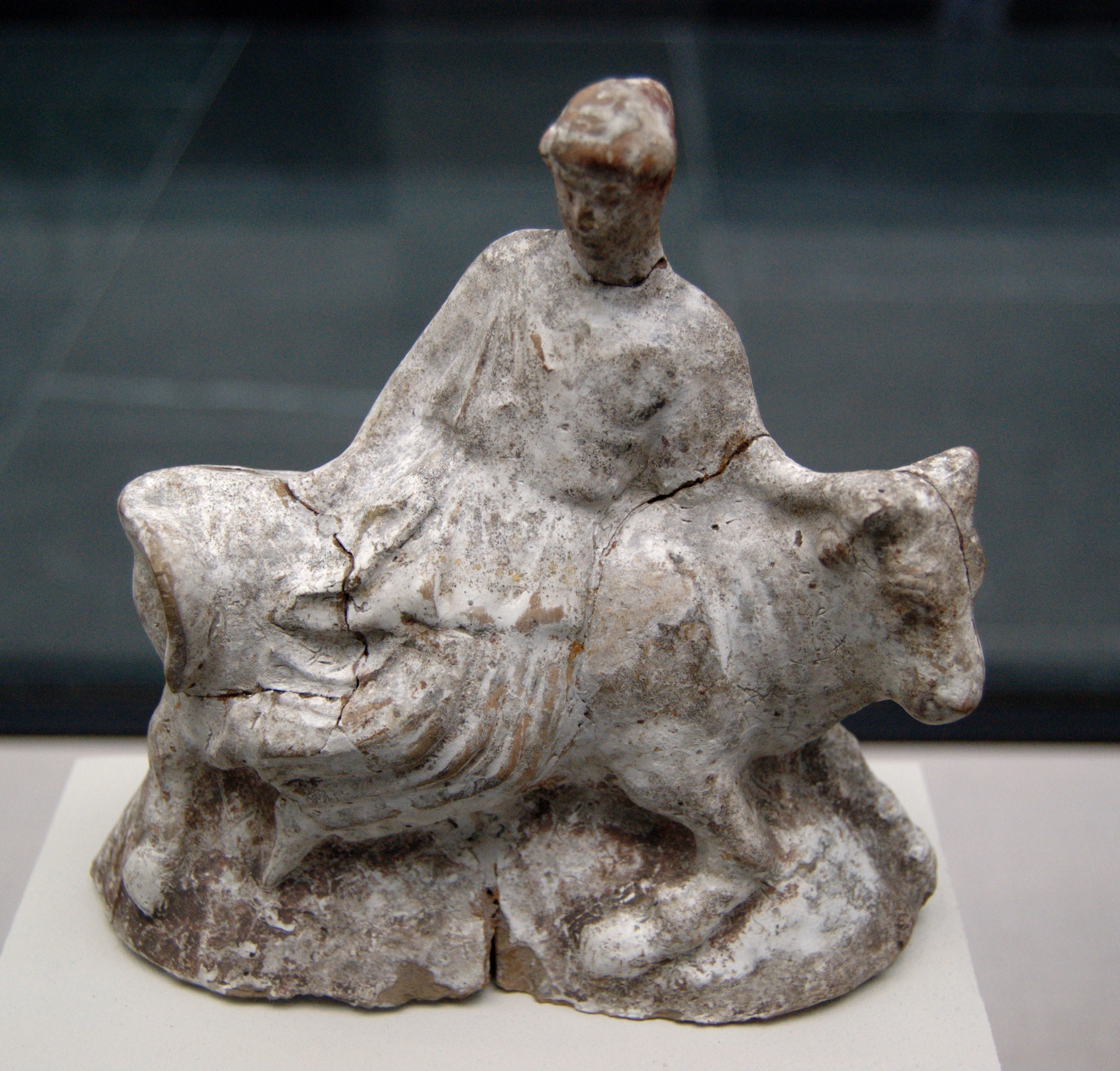
Europa und der Stier
(Terrakotta-Gruppe aus Athen, um 470 v. Chr., Staatliche Antikensammlungen in München)

Europa (altgriechisch Εὐρώπη Eurṓpē; Näheres zum Namen siehe unter Europa), eine Gestalt der griechischen Mythologie, ist die Tochter des phönizischen Königs Agenor und der Telephassa, in die sich der Götterkönig Zeus verliebte. In der Neuzeit hat sich die Auffassung durchgesetzt, dass es sich bei der Entführung Europas um eine der Liebesaffären handle, bei denen Zeus sich in eine schöne junge Frau verliebt und sie hinter dem Rücken seiner eifersüchtigen Gattin Hera (römisch Juno) verführt, die dafür an der Rivalin furchtbar Rache nimmt. Diese Deutung steht jedoch, wie die Forschung durch eine im Jahre 2016 publizierte Analyse sämtlicher erhaltener literarischer und archäologischer Zeugnisse gezeigt hat, im Widerspruch zur einhelligen Anschauung der griechisch-römischen Antike, in der der Europa-Mythos als ein Brautraub des Zeus mit dem Ziel einer Eheschließung verstanden wurde. In der antiken Überlieferung ist Zeus nämlich, als er sich in Europa verliebt, weder mit Hera noch mit einer seiner früheren Gattinnen verheiratet, und statt die Geliebte dort, wo er sie antrifft, zu verführen, verwandelt er sich in einen Stier, um sie über das Meer nach Kreta zu bringen, wo er selbst geboren und aufgezogen worden ist. Erst dort, also in der Heimat des Bräutigams, wird nach der Rückverwandlung des Stiers in den Gott die Ehe vollzogen. Folgerichtig fehlt in diesem Mythos auch das für den Typus der Liebesaffären typische Strukturelement der Rache Heras.
Aus der Ehe mit Europa gehen die drei Zeus-Söhne Minos, Rhadamanthys und Sarpedon hervor. Freilich bleibt Zeus nicht dauerhaft mit Europa verheiratet, was man in der Antike aber nicht für erklärungsbedürftig gehalten hat. Berichtet wird jedoch, dass er für ihre Zukunft gesorgt und sie dem Kreter-König Asterios (oder Asterion) zur Frau gegeben habe, der dadurch zum Ziehvater der von Zeus gezeugten Söhne Europas wurde. Darüber hinaus erhält Europa die Verheißung, dass ihr Name durch die Benennung eines Erdteils weiterleben werde.

## Erzählungen

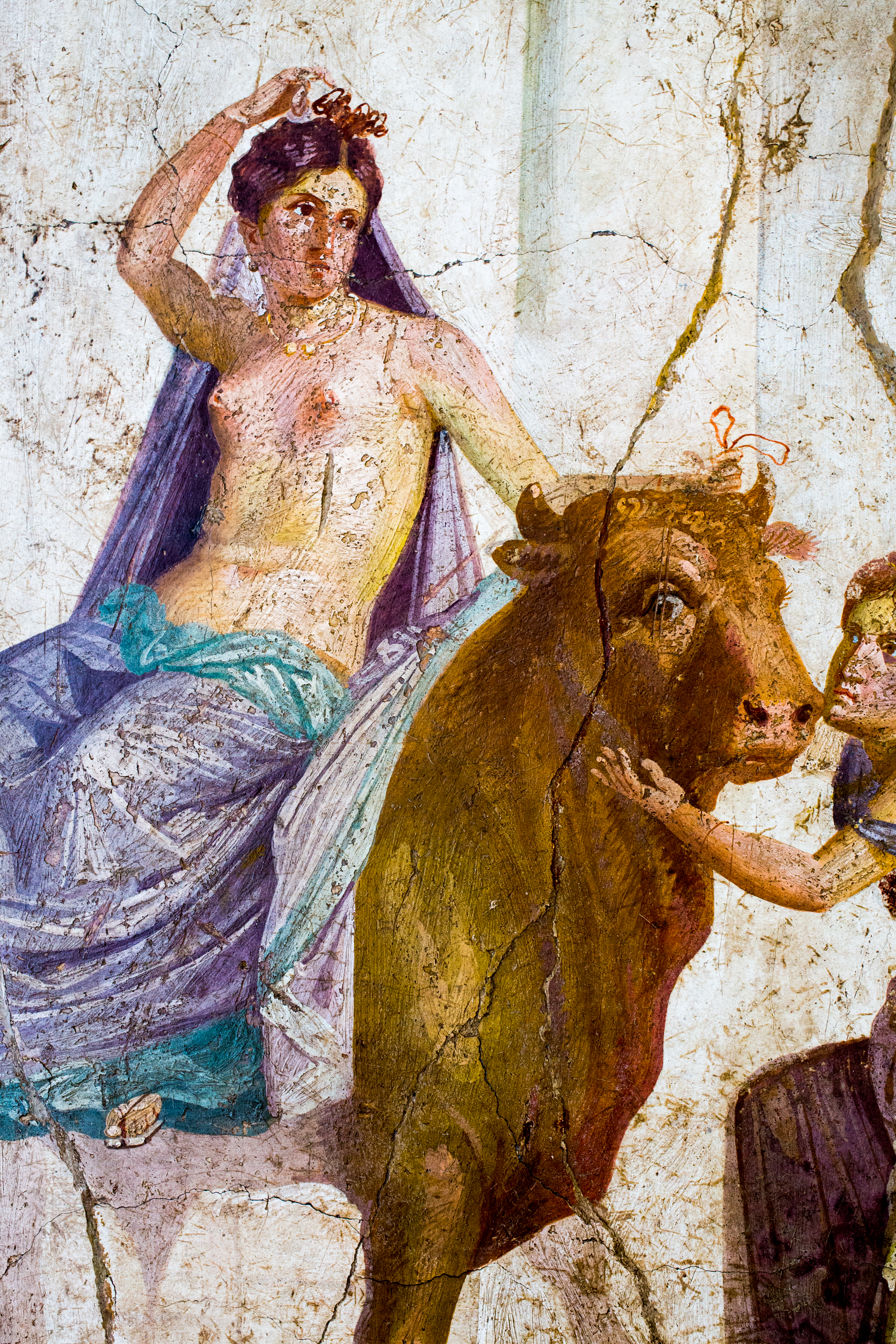
Europa und der Stier, Fresko aus Pompeji, 1. Jahrhundert etwa zur Zeit Ovids

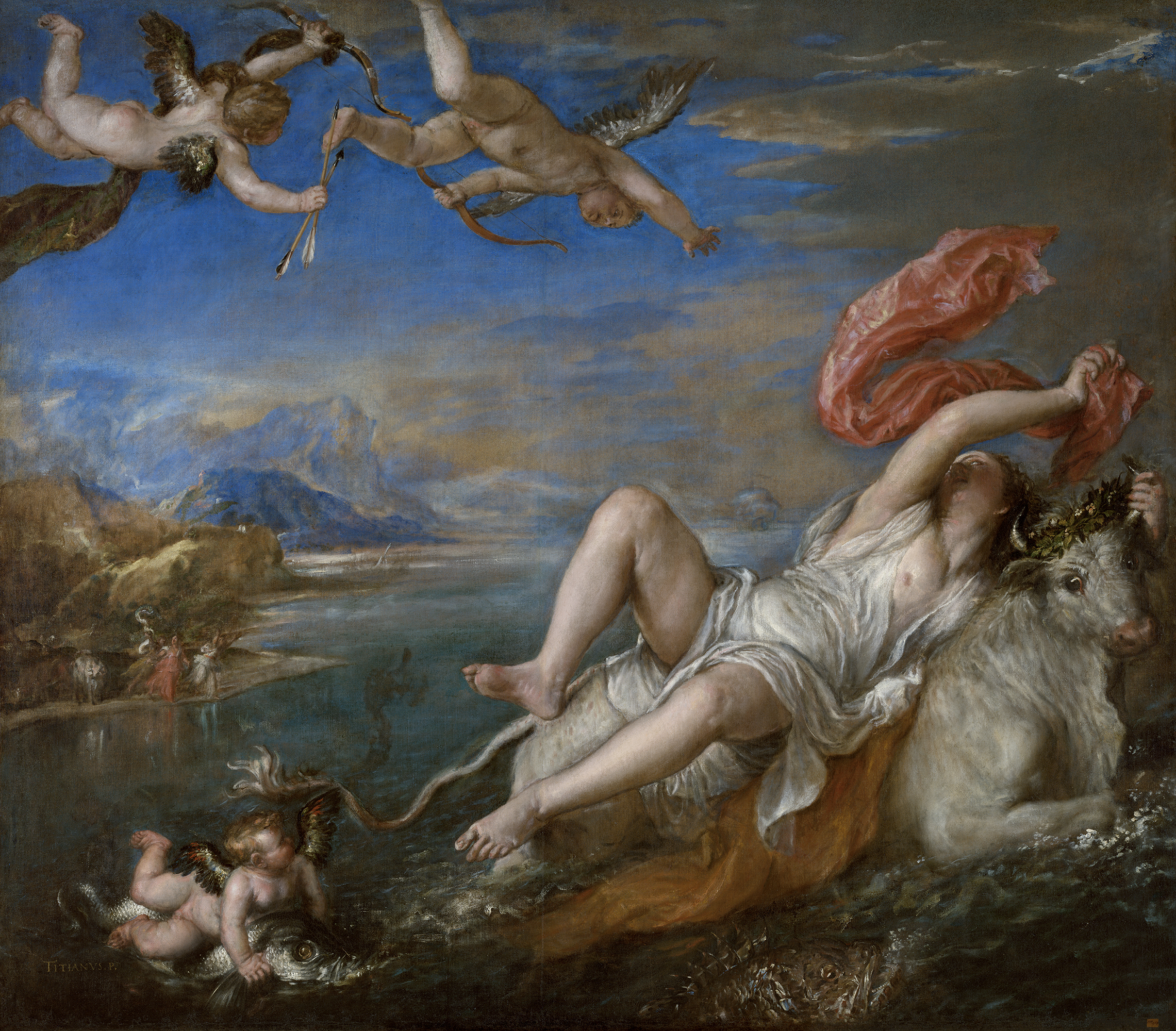
Raub der Europa
(Tizian, um 1560, Isabella Stewart Gardner Museum in Boston)

Die älteste literarische Referenz auf Europa ist in der Ilias von Homer zu finden, wo Europa die Tochter des Phoinix ist. Antike Erzählungen des Europa-Mythos finden sich unter anderem in der Europa des Moschos, in der Europa-Ode des Horaz und in den Metamorphosen des Ovid. Bei Moschos kündigt Zeus selbst der entführten Europa an, dass er sich mit ihr vermählen werde, bei Horaz wird ihr dies von der Göttin Venus (römisch für Aphrodite) prophezeit. Zum letzten Mal in der Antike begegnet die Geschichte ein halbes Jahrtausend später in den „Dionysiaka“ des Nonnos. In diesem Epos ist Zeus entgegen der sonstigen antiken Überlieferung von allem Anfang an mit Hera und nur mit ihr verheiratet, und dadurch wird die Verbindung mit Europa dort, aber eben auch nur dort, zu einem Ehebruch, für den sich die Göttin aber nicht zu rächen vermag.
Die in der Neuzeit weitaus wirkungsmächtigste Erzählung ist die in Ovids „Metamorphosen“. Zwar gibt es auch dort keine Göttin Juno, die Jupiter betrügen könnte, aber er erscheint dort als ein überaus lüsterner Liebhaber, der seine Würde als Götterkönig preisgibt, um seine sexuellen Begierden befriedigen zu können. Deshalb verwandelt er sich in einen wunderschönen schneeweißen Stier, kraftstrotzend und dennoch überaus friedfertig anmutend, und mischt sich unter eine Rinderherde, die er von Mercurius (römisch für Hermes) zum Meeresstrand hat treiben lassen, dorthin also, wo Europa sich mit ihren Gefährtinnen vergnügt. Diese fasst nach anfänglicher Furcht rasch Zutrauen zu ihm, hält ihm Blumen ans Maul, tätschelt seine Brust und umwindet seine Hörner mit Girlanden, so dass der Gott in Stiergestalt sich kaum noch beherrschen kann. Als Europa sich schließlich sogar auf seinen Rücken setzt, trägt er seine Beute unmerklich ins Meer hinein. Die Erzählung endet mit einem Bild, das an Darstellungen auf antiken Vasen erinnert und in der Neuzeit unzählige Male in das Medium der Malerei umgesetzt worden ist: Europa sitzt mit im Winde wehendem Kleid auf dem Rücken des Stiers, blickt aufs heimatliche Ufer zurück und weiß nicht, wie ihr geschieht. Danach folgt bei Ovid nur noch, schon zu Beginn des nächsten Buches der „Metamorphosen“ und als Überleitung zu einem neuen Erzählzyklus, die knappe Bemerkung, dass der Jupiter-Stier sich bereits als Gott offenbart und Kreta wieder in Besitz genommen hatte, als Agenor seinen Sohn Kadmos auf die Suche nach der verloren geglaubten Europa schickte.
In rationalisierter Form erscheint der Europa-Mythos bei dem Historiker Herodot, nämlich als ein Glied in einer Kette von immer wieder gegenseitig verübtem Frauenraub der Hellenen und der Barbaren. Nach Herodot seien einmal Phönizier nach Argos gekommen, um ihre Waren zu verkaufen. Als die Königstochter Io zu den Ständen kam, hätten die Phönizier Io geraubt, woraufhin die Griechen Vergeltung übten und die Tochter des Königs von Tyros raubten, die Europa hieß.

## Interpretation
Gerold Dommermuth-Gudrich weist darauf hin, dass die römische Fassung dieser Sage im Kern eine orientalische sei: Europa sei „nichts anderes als die Verkörperung der Ischtar oder Astarte, der babylonisch-syrischen Liebesgöttin, die die Griechen mit Aphrodite gleichsetzen. Noch zur Zeit des klassischen Griechentums wurde Europa als Europa-Astarte von den Phöniziern in Sidon verehrt“.
Die feministische Historikerin Annette Kuhn hält dem durch die Ovid-Überlieferung patriarchal geprägten Mythos eine alternative Lesart entgegen, die das frühe Matriarchat einbezieht. So sieht sie das Matriarchat am Wirken, als die Mutter Europas, Telephassa, über Zeus eine Strafe für sein liebestolles Verhalten gegenüber Europa verhängt, und zwar die Verweigerung der Liebe Europas und das Sterben der Natur. Sie interpretiert den Mythos dahingehend, dass Zeus überhaupt erst in der „Verkleidung“ als Stier, welcher als ein Symbol für matriarchalische Ordnung fungierte – hervorgegangen aus dem damals noch weit verbreiteten mythologischen Symbol der „kosmischen Kuh“ –, sich Europa annähern konnte. „Liebe, so lautet die einfache Botschaft, kann nicht erzwungen werden.“
Dabei verweist Kuhn unter anderem auf den Mythenforscher Robert von Ranke-Graves, der „in seiner quellenkritischen Nacherzählung der Europageschichte [schon] auf [eine] matriarchale Tradition hingewiesen“ habe.

## Darstellung

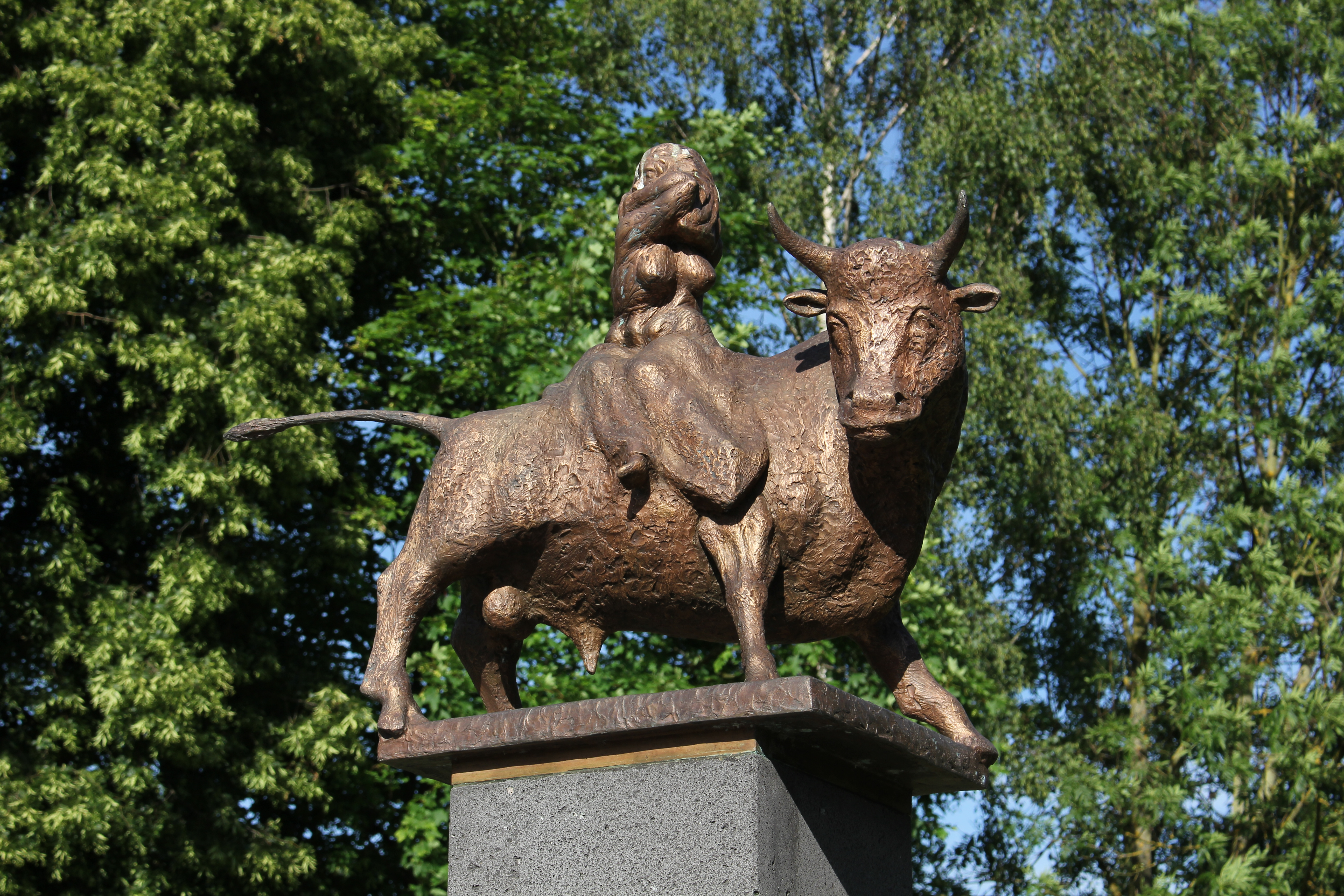
Harald Stieding: Europa, 2012, Detail des Adenauer-Schuman-Gedenkzeichens in Bassenheim

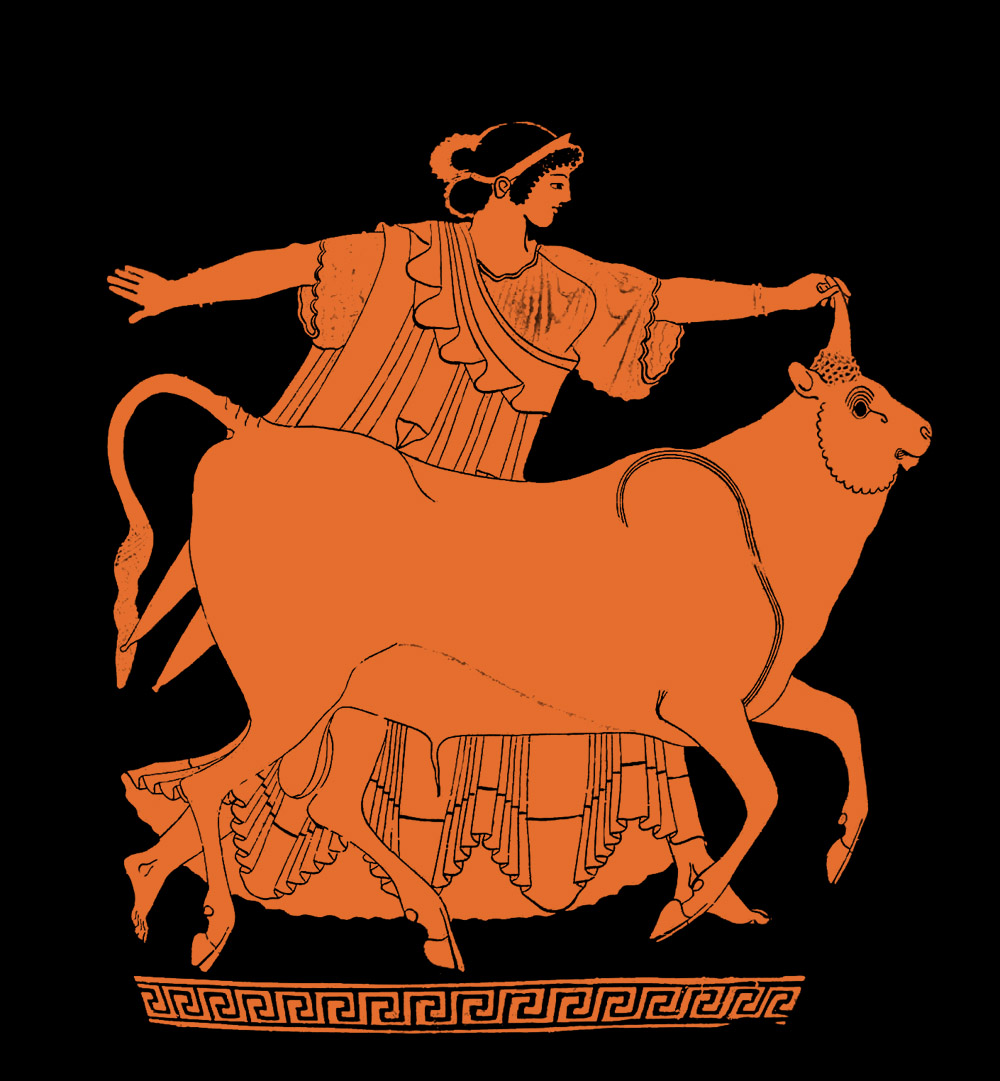
Die Entführung der Europa, attisch-rotfiguriges Vasenbild auf einem Glockenkrater (Abzeichnung), frühes 5. Jh. v. Chr., Archäologisches Nationalmuseum Tarquinia (RC7456)

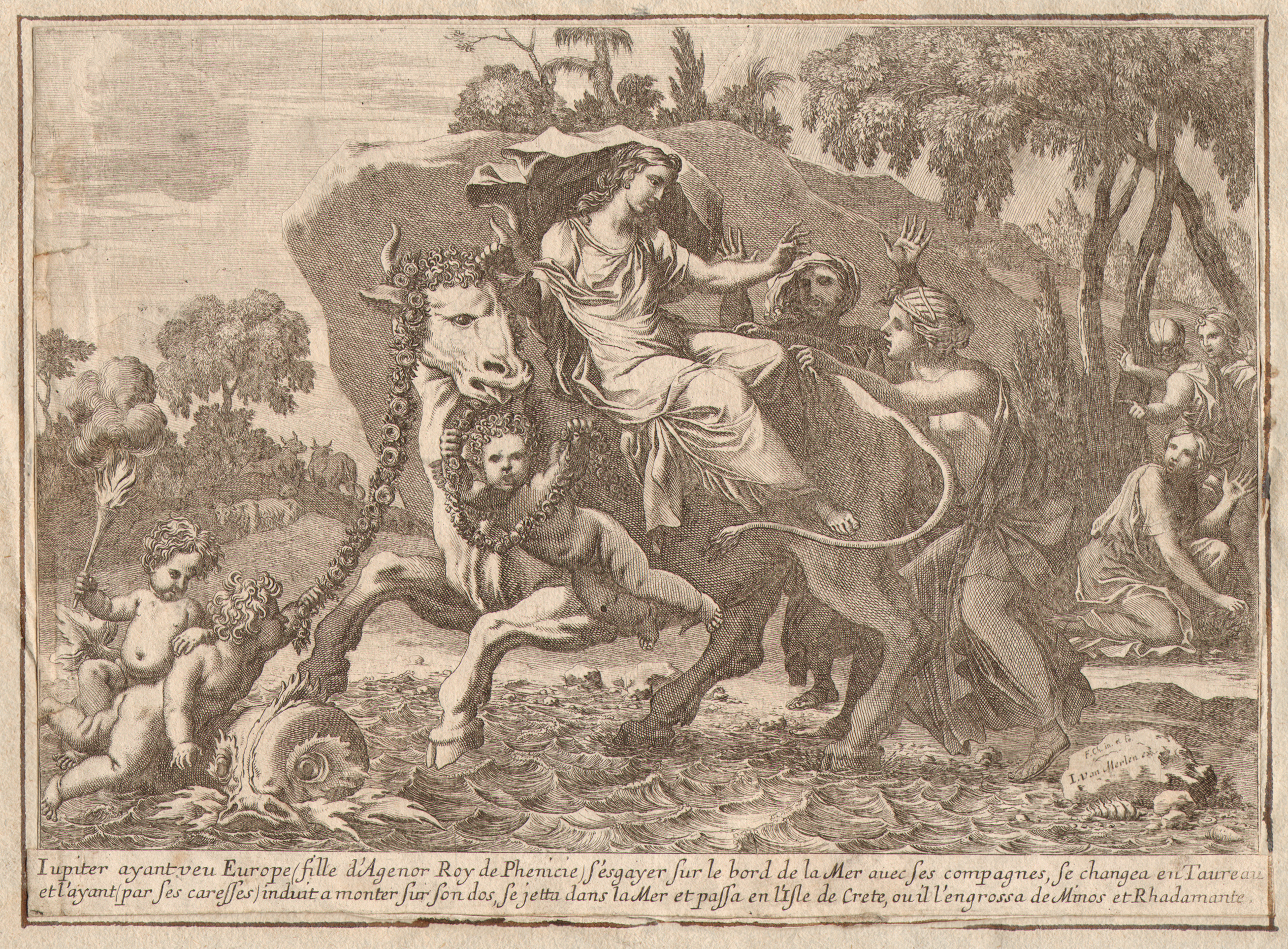
François Chauveau Die Entführung der Europa, 1650, Radierung

Die ältesten entdeckten Vasenmalereien, welche eindeutig Europa abbilden, stammen bereits aus dem 7. Jahrhundert vor Christus. Spätere bildliche Darstellungen zeigen Europa meist, Ovids Beschreibung folgend, wie sie vom Zeus-Stier entführt wird. Sie ist meist nur leicht bekleidet oder ganz nackt, sitzt rittlings (in älteren Darstellungen), seitwärts oder halb-liegend (in jüngeren Darstellungen) auf dem Rücken des weißen Stieres, hält sich an ihm fest und zeigt dabei keine Zeichen von Furcht.

## Verwendung auf Eurobanknoten und Euromünzen
Nachdem Europa schon 1948 auf dem 5-DM-Schein zu sehen war, ist seit dem 2. Mai 2013 der Kopf der Sagengestalt auf dem 5-€-Schein im Wasserzeichen und im Hologramm abgebildet, dieser ist der kleinste Schein der zweiten „Europa-Serie“ der Eurobanknoten. Die neue 10-€-Banknote, ebenfalls mit der Abbildung der Europa, befindet sich seit dem 23. September 2014 im Umlauf. Das abgebildete Porträt stammt von einer über 2000 Jahre alten Vase aus Süditalien, die im Pariser Louvre besichtigt werden kann.
Auch die griechischen 2-Euromünzen zeigen in Anlehnung an antike Darstellungen die auf dem Zeus-Stier seitwärts sitzende Europa.